# Apatura iliona
Apatura iliona är en fjärilsart som beskrevs av Schultz 1904. Apatura iliona ingår i släktet Apatura och familjen praktfjärilar. Inga underarter finns listade i Catalogue of Life.